# Diego Contento
Diego Armando Contento (sinh ngày 1 tháng 5 năm 1990 ở München là một cầu thủ bóng đá người Đức hiện chơi cho câu lạc bộ Girondins de Bordeaux của Pháp.

## Cá nhân
Gia đình Contento có quê hương là Napoli, Ý và anh được đặt tên theo cựu ngôi sao S.S.C. Napoli Diego Maradona. Những người anh trai của Contento là Vincenzo và Domenico trước đây đều chơi cho đội trẻ Bayern.

## Sự nghiệp
Contento bắt đầu chơi cho đội 1 Bayern trong chuyến thi đấu giao hữu trước mùa giải 2009, xuất hiện trong trận trận gặp nhà vô địch Áo Red Bull Salzburg sau khi vào sân ở hiệp 2 thay Edson Braafheid, và được điền tên vào danh sách dự bị trong trận gặp 1. FSV Mainz 05 vào tháng 8 năm 2009. Anh được triệu tập cho đội hình của Bayern ở cúp C1, giải đấu anh được đeo áo số 26. Vào tháng 1 năm 2010, Contento được tuyên bố sẽ tập cùng đội 1 cho tới hết mùa giải 2009-10, cùng 2 đồng đội David Alaba và Mehmet Ekici. Contento ký bản hợp đồng chuye nghiệp cùng Bayern München vào ngày 13 tháng 1 năm 2010. Cầu thủ này được đưa vào sân từ ghế dự bị lần đầu tiên vào ngày 10 tháng 1 năm 2010 trong trận đấu ở DFB-Pokal gặp SpVgg Greuther Fürth, và Contento vào sân ở phút 59 thay Anatoliy Tymoshchuk. Contento có trận đấu ra mắt ở cúp C1 một tuần sau đó, vào sân ở hiệp hai thay Daniel Van Buyten trong trận gặp ACF Fiorentina, và ở cuối tuần sau đó anh có trận ra mắt ở Bundesliga trong trận derby vùng Bavaria gặp FC Nuremberg, ra sân từ đầu thay thế Daniel Van Buyten. Anh được ra sân từ đầu trong 2 trận tiếp theo gặp Hamburg SV và 1. FC Köln, nhưng sau đó lại bị chấn thương, và được thay thế bởi người đồng đội ở đội trẻ David Alaba. Vào ngày 21 tháng 4 năm 2010 anh có tên trong danh sách đăng ký thi đấu ở trận bán kết lượt đi cúp C1 gặp Olympique Lyonnais. Vào ngày 27 tháng 5 năm 2010, Contento ký hợp đồng với Bayern tới năm 2013.

## Thống kê sự nghiệp
Tính đến 17 tháng 11 năm 2015.
| Câu lạc bộ          | Mùa giải            | Giải đấu            | Giải đấu | Giải đấu | Cúp quốc gia1 | Cúp quốc gia1 | Cúp liên đoàn2 | Cúp liên đoàn2 | châu Âu3 | châu Âu3 | Khác4 | Khác4 | Tổng cộng | Tổng cộng |
| Câu lạc bộ          | Mùa giải            | Giải đấu            | Trận     | Bàn      | Trận          | Bàn           | Trận           | Bàn            | Trận     | Bàn      | Trận  | Bàn   | Trận      | Bàn       |
| ------------------- | ------------------- | ------------------- | -------- | -------- | ------------- | ------------- | -------------- | -------------- | -------- | -------- | ----- | ----- | --------- | --------- |
| Bayern Munich II    | 2008–09             | 3. Liga             | 12       | 2        | —             | —             | —              | —              | —        | —        | —     | —     | 12        | 2         |
| Bayern Munich II    | 2009–10             | 3. Liga             | 16       | 0        | —             | —             | —              | —              | —        | —        | —     | —     | 16        | 0         |
| Bayern Munich II    | 2010–11             | 3. Liga             | 8        | 0        | —             | —             | —              | —              | —        | —        | —     | —     | 8         | 0         |
| Bayern Munich II    | Tổng cộng           | Tổng cộng           | 36       | 2        | —             | —             | —              | —              | —        | —        | —     | —     | 36        | 2         |
| Bayern Munich       | 2009–10             | Bundesliga          | 9        | 0        | 2             | 0             | —              | —              | 3        | 0        | —     | —     | 14        | 0         |
| Bayern Munich       | 2010–11             | Bundesliga          | 14       | 0        | 1             | 0             | —              | —              | 3        | 0        | 1     | 0     | 19        | 0         |
| Bayern Munich       | 2011–12             | Bundesliga          | 11       | 0        | 2             | 0             | —              | —              | 2        | 0        | —     | —     | 15        | 0         |
| Bayern Munich       | 2012–13             | Bundesliga          | 5        | 0        | 2             | 0             | —              | —              | 1        | 0        | 0     | 0     | 8         | 0         |
| Bayern Munich       | 2013–14             | Bundesliga          | 10       | 0        | 1             | 0             | —              | —              | 2        | 0        | 0     | 0     | 13        | 0         |
| Bayern Munich       | Tổng cộng           | Tổng cộng           | 49       | 0        | 8             | 0             | —              | —              | 11       | 0        | 1     | 0     | 69        | 0         |
| Bordeaux            | 2014–15             | Ligue 1             | 25       | 0        | 2             | 0             | 1              | 1              | —        | —        | —     | —     | 28        | 1         |
| Bordeaux            | 2015–16             | Ligue 1             | 4        | 0        | 0             | 0             | 0              | 0              | 4        | 0        | —     | —     | 8         | 0         |
| Bordeaux            | Tổng cộng           | Tổng cộng           | 29       | 0        | 2             | 0             | 1              | 1              | 4        | 0        | —     | —     | 36        | 1         |
| Tổng cộng sự nghiệp | Tổng cộng sự nghiệp | Tổng cộng sự nghiệp | 114      | 2        | 10            | 0             | 1              | 1              | 15       | 0        | 1     | 0     | 141       | 3         |

- 1.^ Bao gồm German Cup và French Cup.
- 2.^ Bao gồm French League Cup.
- 3.^ Bao gồm UEFA Champions League và UEFA Europa League.
- 4.^ Bao gồm German Super Cup.

## Danh hiệu

### Câu lạc bộ
- Bayern München:
  - Vô địch Bundesliga: 2010
  - Vô địch DFB-Pokal: 2010